# Вільям Томин
Вільям (Василь) Томин (4 жовтня 1905, Ворик, Альберта, Канада — 5 жовтня 1972) — політик та вчитель українського походження з Альберти, Канада. Член Законодавчих зборів Альберти у 1939—1952 та 1959—1971 роках від Соціальної кредитної партії.

## Ранні роки
Народився 4 жовтня 1905 року у Ворику, провінція Альберта.
Після закінчення учительського коледжу в Калгарі викладав у школі та був шкільним директором протягом двох десятиліть.

## Політична кар'єра
Томин боровся за місце в Законодавчих зборах Альберти від Соціальної кредитної партії на виборах 1935 року від виборчого округу Вітфорд. Він переміг трьох інших кандидатів, двоє з яких — українці: Ізидор Ґорецький, чинний представник округу у зборах, та Андрій Шандро, колишній член зборів.
За реформою 1940 року виборчий округ Томина був ліквідований. Того року Томин обирався від округу Віллінгдон і переміг зі значним відривом. Згодом перемагав на виборах 1944, 1948 (перемігши українця Ніка Душенського) роках, проте 1952 року поступився Душенському.
1959 року знову брав участь у виборах на окрузі Едмонтон-Норвуд і переміг чотирьох конкурентів. У 1963 та 1967 роках знову переміг вибори і продовжив бути членом Законодавчих зборів. Після розпуску Законодавчих зборів 1971 року Томин пішов у відставку.

## Громадська діяльність
Вільям Томин брав участь у діяльності Українського канадського комітету та Народного дому в Едмонтоні. Він підтримував введення української мови як предмету в публічних школах Альберти. Також Томин активно виступав на захист прав українських іммігрантів, що прибули після Другої світової війни.

## Родина
Був одружений із Кетрін Рейчел (1905—1983). У шлюбі народився син Рональд (1932—2008).